# کلاوس افکه
کلاوس افکه (آلمانی: Klaus Aeffke؛ زادهٔ ۹ مه ۱۹۴۰) قایقران روئینگ اهل آلمان بود.
وی در مسابقات کشوری و بین‌المللی در مجموع برندهٔ ۴ مدال طلا، ۱ مدال نقره شده‌است.